# Finala Ligii Campionilor 2020
Finala Ligii Campionilor 2020 a fost meciul final al Ligii Campionilor 2019-2020, cel de-al 65-lea sezon al turneului de fotbal dintre cele mai bune cluburi europene organizat de UEFA și cel de-al 26-lea sezon de când a fost redenumită din Cupa Campionilor Europeni în Liga Campionilor UEFA. Acesta s-a jucat pe Estádio da Luz din Lisabona, Portugalia pe 23 august 2020 între clubul francez Paris Saint-Germain pentru prima oară în finală de Cupă Europeană și clubul german FC Bayern München. La fel ca în finalele din 2010 și 2015, ambele echipe au căutat să câștige pentru a avea tripla continentală. Meciul s-a desfășurat în condiții speciale din cauza pandemiei COVID-19 din Europa.
Finala a fost programată inițial să se joace pe Stadionul Olimpic Atatürk din Istanbul, Turcia, la 30 mai 2020. Cu toate acestea, UEFA a anunțat la 23 martie 2020 că finala a fost amânată din cauza pandemiei COVID-19. La 17 iunie 2020, Comitetul Executiv al UEFA a ales mutarea finalei la Lisabona, ca parte a unui „turneu din opt finale” constând în legături de eliminare la un singur meci jucate pe două stadioane din oraș. Meciul a fost prima finală din Cupa Europeană / Liga Campionilor care s-a jucat într-o duminică, și prima din 2009 care nu s-a jucat sâmbătă. De asemenea, a fost prima finală a competiției care a avut loc după iunie.
Câștigătorii au obținut dreptul de a juca împotriva câștigătorilor UEFA Europa League 2019-2020 în Supercupa Europei 2020. De asemenea, se vor califica pentru a intra în faza grupelor din Liga Campionilor 2020–21 și, în cazul în care s-au calificat deja prin performanța lor în ligă, locul rezervat va fi dat campioanei federației clasate pe locul 11, conform listei de acces a sezonului viitor.
Bayern München a câștigat finala 1-0 printr-un gol din minutul 59, marcat de fostul jucător de la Paris Saint-Germain, Kingsley Coman, asigurându-și al șaselea titlu de Cupă Europeană și a doua triplă continentală. În plus, Bayern a devenit prima echipă care a revendicat orice competiție europeană cu un record câștigător de 100%. În calitate de câștigători, aceștia au obținut dreptul de a juca împotriva câștigătorilor din UEFA Europa League 2019-2020, Sevilla, în Supercupa Europei 2020. De asemenea, s-au calificat pentru a intra în faza grupelor din Liga Campionilor UEFA 2020–21; cu toate că Bayern s-a calificat deja prin performanța lor în ligă, locul rezervat a fost acordat echipei care a fost în topul abandonatei Eredivisie 2019-2020 (Ajax), federația clasată pe locul 11 conform listei de acces a sezonului viitor.

## Echipe
În tabelul următor, finalele până în 1992 au fost în epoca Cupei Europene, din 1993 fiind în era Liga Campionilor.
| Echipa              | Apariții finale anterioare (bold indică câștigătorii)           |
| ------------------- | --------------------------------------------------------------- |
| Paris Saint-Germain | Fără                                                            |
| Bayern München      | 10 (1974, 1975, 1976, 1982, 1987, 1999, 2001, 2010, 2012, 2013) |

## Stadion

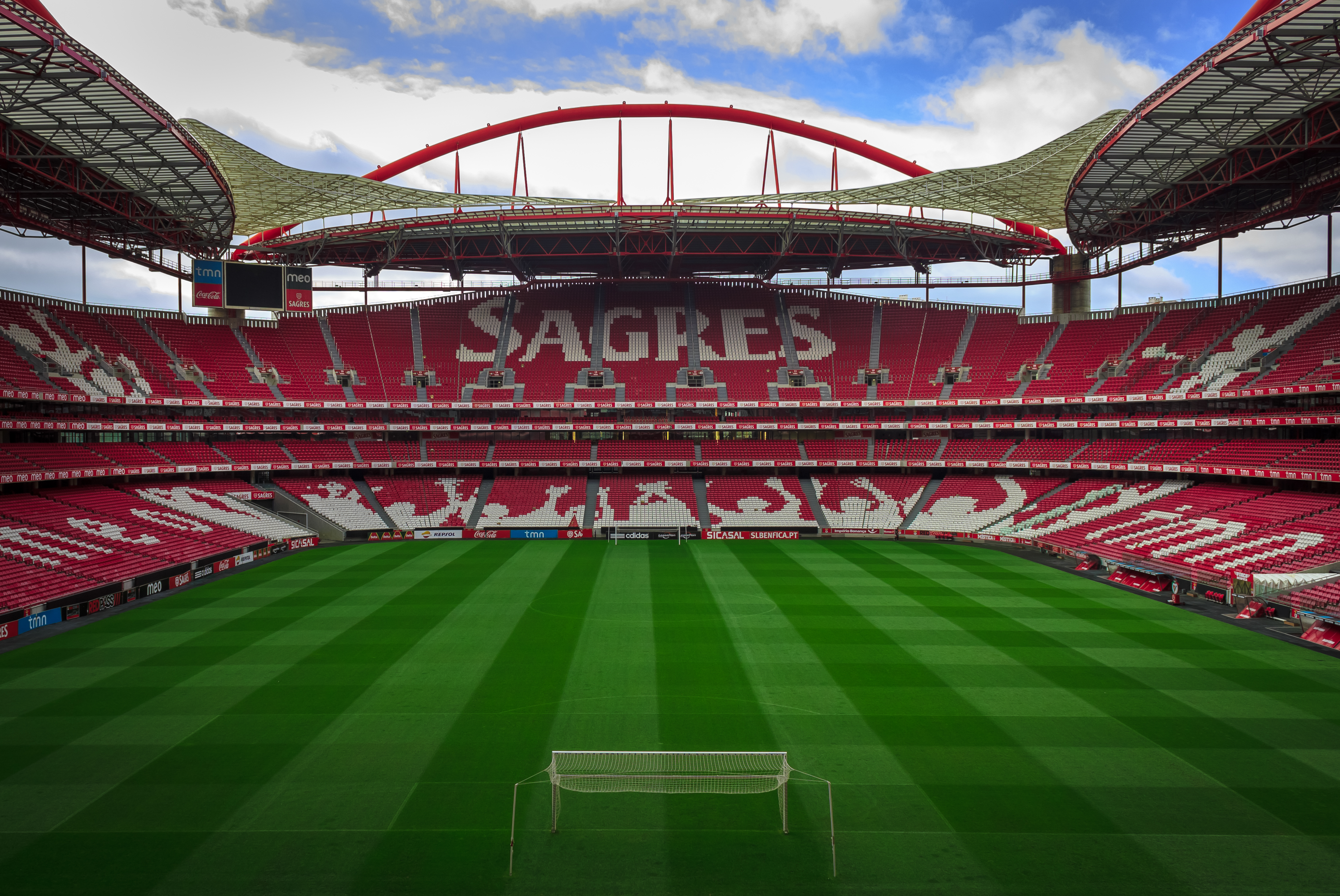
Estádio da Luz în Lisabona a găzduit finala.

Comitetul executiv al UEFA a ales Estádio da Luz, cunoscut oficial drept Estádio do Sport Lisboa e Benfica, la Lisabona drept sediul final al reuniunii lor din 17 iunie 2020. Aceasta este a doua finală a UEFA Champions League găzduită pe stadion; prima a fost în 2014, când Real Madrid și-a asigurat al 10-lea titlu învingând pe Atlético Madrid 4–1 în prima finală între echipele din același oraș.
Stadionul principal al echipei portugheze de Primeira Liga Benfica din 2003, a fost reconstruit pentru a găzdui cinci meciuri din Campionatul European de Fotbal 2004, inclusiv finala. Înainte de demolarea sa în 2003, pentru a face loc noului teren cu o capacitate de 65.000, originalul Estádio da Luz a găzduit finala Cupei Cupelor UEFA din 1992, în care Werder Bremen a învins Monaco 2-0 și a doua etapă a Finalei Cupei UEFA din 1983. Finală, unde Anderlecht a asigurat o remiză de 1-1 cu Benfica pentru a ridica trofeul.
Lisabona a organizat, de asemenea, o finală a Cupei Europene în 1967, când Celtic din Scoția a învins Inter Milan din Italia 2–1 pe Estádio Nacional. Capitala portugheză a găzduit, de asemenea, finala Cupei UEFA din 2005 pe Estádio José Alvalade, acasă la rivalii locali și finaliștii Sporting CP din Benfica, care au pierdut cu 3-1 în fața ȚSKA Moscova.

## Context
Paris Saint-Germain a ajuns la prima finală a Cupei Europei/a Ligii Campionilor, devenind a cincea finalistă reprezentând Franța și locul 41 în general. Au intrat în finală jucând 110 meciuri anterioare în Cupa Europeană/Liga Campionilor, cel mai mult pentru un debutant final, depășind recordul celor 90 de meciuri ale Arsenal înainte de debutul final în 2006. Meciul a fost a șaptea finală cu o echipă franceză și prima de la Monaco în 2004. Olympique de Marseille este singurul club francez care a câștigat competiția, făcând acest lucru în 1993. Meciul a fost a treia oară când Paris Saint-Germain a apărut în finala unei competiții UEFA, apărând anterior în două finale consecutive ale Cupa Cupelor UEFA. Clubul a câștigat finala 1–0 din 1996 împotriva Rapid Viena, înainte de a pierde 1–0 cu Barcelona, în timp ce încerca să își apere titlul în 1997. De asemenea, PSG a participat în Supercupa Europei din 1996, pierzând cu 9–2 în total la Juventus. Parisul încearcă să devină prima echipă franceză care finalizează o triplă continentală, câștigând Ligue 1, care le-a fost acordată pe baza raportului PPG, deoarece sezonul a fost încheiat prematur datorită pandemiei COVID-19 din Franța și a Coupe de France. De asemenea, clubul a câștigat sezonul final al Coupe de la Ligue (Cupa Ligii) și Trophée des Champions (supercupa), câștigând astfel toate cele patru titluri interne, deși a fost luată în considerare doar competiția principală a cupei interne. o triplă continentală.
În optsprezece meciuri, Paris Saint-Germain a avut un record de unsprezece victorii, două remize și cinci înfrângeri împotriva cluburilor germane în competiția europeană. PSG a câștigat toate cele patru meciuri anterioare în care s-a întâlnit cu adversari germani, inclusiv mai devreme în sezon împotriva lui Borussia Dortmund în optimi și RB Leipzig în semifinale.

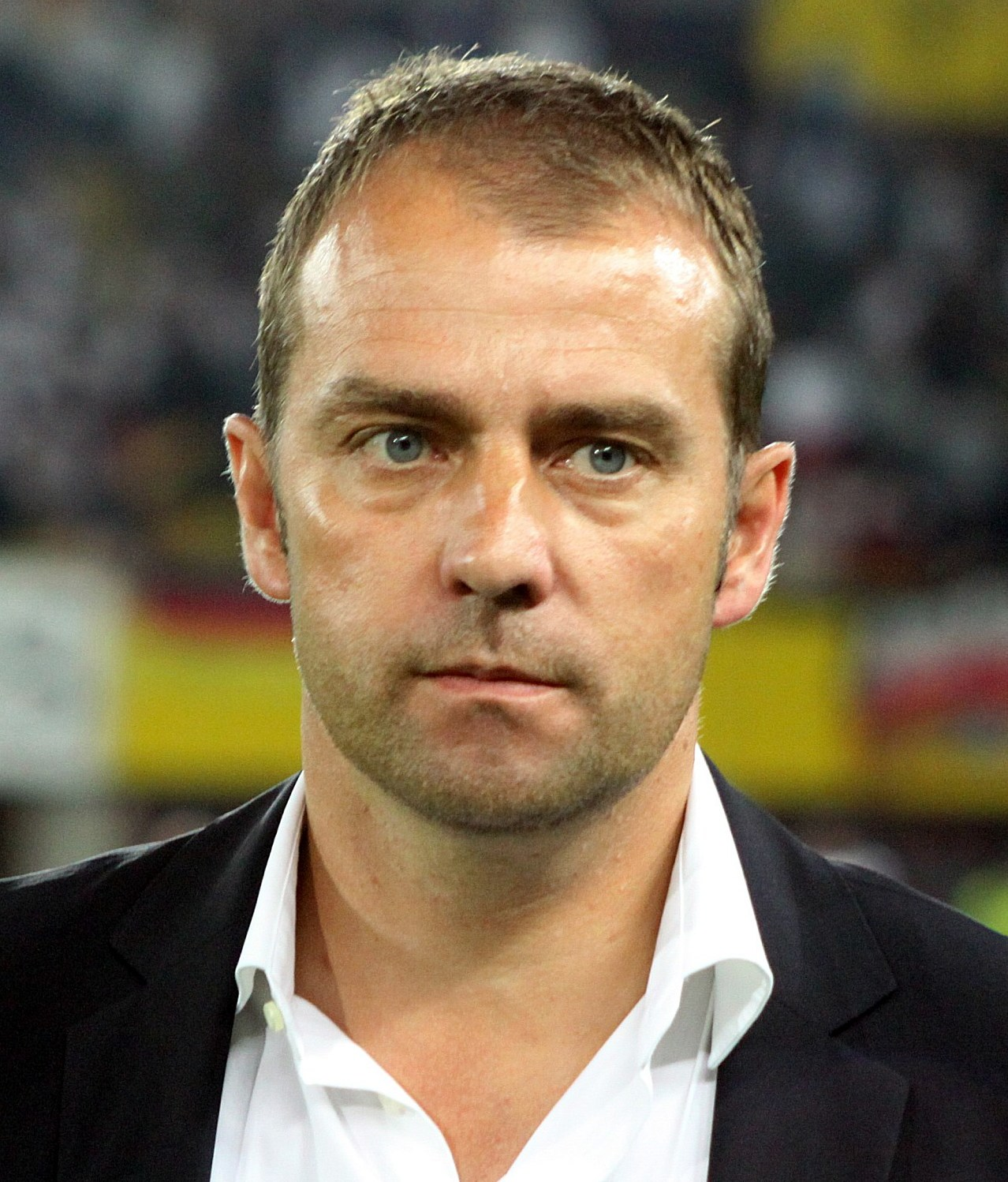
Antrenorul Bayern München Hans-Dieter Flick a apărut în cea de-a doua finală a Cupei Europei, după ce a pierdut ca jucător cu Bayern 1987.

Bayern München a ajuns la cea de-a unsprezecea finală a Cupei Europene/a Ligii Campionilor, egalând Milan pentru cel de-al doilea număr de finale în spatele celor 16 ale Real Madrid. Cel mai recent au apărut în finala din 2013, în care au câștigat 2-1 împotriva colegului său club german Borussia Dortmund pentru al cincilea titlu. În finalele lor anterioare, Bayern München a câștigat în alte patru ocazii în 1974, 1975, 1976 și 2001 și a pierdut în 1982, 1987, 1999, 2010 și 2012. Meciul a fost cea de-a 13-a finală generală a lui Bayern în competiția europeană, după ce a câștigat finala 1–0 a Cupei Cupelor Europei din 1967 după prelungiri contra Rangers și finala Cupei UEFA cu 5–1 din 1996 pe agregat împotriva Bordeaux. Bayern München urmărea o a doua triplă în istoria clubului (anterior făcând acest lucru în 2012-2013), câștigând Bundesliga și DFB-Pokal. Intrând în finală, Bayern se află într-o serie de câștiguri de 20 de meciuri și învinsă în 2020, nefiind pierdute în cele 29 de meciuri anterioare (câștigând 28 și remizând o singură dată). Cu victoria lor în semifinale, Bayern a egalat și recordul pentru cele mai multe victorii consecutive din competiție, precum și pentru cele mai multe victorii de la începutul competiției, cu 10. Bayern este a doua echipă care a intrat în finală cu un record perfect câștigător, după Milan, în 1993, care a pierdut în fața unicilor câștigători francezi din istoria competiției, Marsilia. Bayern este, de asemenea, al doilea club care a ajuns în finală după ce a câștigat toate cele șase meciuri din faza grupelor, după echipa menționată din Milano în 1992–93. Bayern München a marcat 42 de goluri în 10 meciuri în timpul competiției anterioare finalei, al doilea doar la recordul lui Barcelona de 45 de goluri în 16 meciuri din sezonul 1999-2000. Cu toate acestea, Bayern a stabilit un nou record pentru cele mai bune goluri pe raport de joc din istoria competiției după sferturile de finală (indiferent de rezultatul restului competiției), cu 4,2 pe meci după victoria lor în semifinale. Pentru a intra în finală, Robert Lewandowski a marcat 15 goluri în 9 meciuri în sezonul Ligii Campionilor, doar Cristiano Ronaldo a marcat mai multe într-o singură campanie (17 în 2013–14 și 16 în 2015–16). Lewandowski a egalat de asemenea recordul lui Ruud van Nistelrooy din 2002-2003, marcând în nouă meciuri consecutive din Liga Campionilor, pe locul doi doar la Ronaldo din 11 din 2017–18. Lewandowski și Serge Gnabry au stabilit un record pentru cel mai prolific parteneriat de notare într-un sezon cu 24 de goluri combinate, depășind recordul de 23 dintre Ronaldo și Gareth Bale în 2013–14. Managerul Bayern, Hans-Dieter Flick, a devenit cel de-al 15-lea individ care a apărut într-o finală a Ligii Campionilor în calitate de jucător și antrenor, după ce a jucat pentru Bayern în înfrângerea lor la Porto în finala din 1987.
În 34 de meciuri, Bayern Munchen a avut un record de 19 victorii, 5 remize și zece înfrângeri împotriva cluburilor franceze în competiția europeană. Bayern a câștigat șase din cele șapte puncte de eliminare anterioare împotriva opoziției franceze, dintre care două au fost finale, inclusiv victoria lor din semifinala de la Lyon pentru a ajunge în finala 2020. Singura pierdere a lui Bayern a fost cu 3–2 pe total împotriva celor de la Saint-Étienne în primul tur al Cupei Europene din 1969–70.
Finala a fost a noua întâlnire între Paris Saint-Germain și Bayern Munchen, cu un record de cinci victorii pentru PSG și trei victorii pentru Bayern. Întâlnirea a fost primul meci eliminatoriu dintre părți, toate întâlnirile lor anterioare au avut loc în etapele grupelor din Liga Campionilor. Cele mai recente părți s-au întâlnit în faza grupelor din Liga Campionilor UEFA 2017–18; Paris a câștigat primul meci 3-0 acasă, în timp ce Bayern a câștigat meciul de retur 3–1. Pe măsură ce părțile erau la egalitate de puncte, PSG a câștigat grupa pentru diferența de goluri la întâlnirile directe.
Meciul a fost cea de-a doua finală a Cupei Europene, care a avut o echipă franceză și germană, după finala din 1976 dintre Bayern și Saint-Étienne. În general, a fost cea de-a patra finală din competiția europeană între echipele din Franța și Germania, care a avut loc și în finala Cupei Campionilor Europeni din 1992 (între Werder Bremen și Monaco) și finala Cupei UEFA din 1996 (între Bayern și Bordeaux). În toate cele trei ocazii, echipele germane au fost victorioase. De asemenea, a fost a treia finală în care ambele echipe au intrat în meci căutând o victorie pentru a asigura tripla, care a avut loc anterior în 2010, în care Bayern a pierdut față de Inter Milano, și în 2015, când Barcelona a învins Juventus. Finala din 1999, câștigată de Manchester United, a avut, de asemenea, ambii finaliști în căutarea unei triple, deși Bayern încă nu a contestat finala cupei interne (pe care au pierdut-o în cele din urmă). Ambele părți au intrat în finală câștigând ligile interne în sezonul precedent, prima dată când s-a întâmplat de la finala din 1998 între Juventus și Real Madrid. De asemenea, a fost prima dată din 1994 când ambii finaliști și-au câștigat liga internă în sezonul precedent și în același sezon ca și când au ajuns în finală. Finala a fost, de asemenea, a doua cu doi antrenori germani, după finala din 2013 cu antrenorii Jürgen Klopp la Borussia Dortmund și Jupp Heynckes la Bayern München.

## Drumul spre finală
Pentru mai multe detalii despre acest subiect, vedeți Liga Campionilor 2019-2020.
Notă: În toate rezultatele de mai jos, scorul finalistului este dat mai întâi (A: acasă; D: deplasare; N: neutru).
| Paris Saint-Germain                                             | Paris Saint-Germain                                             | Paris Saint-Germain                                             | Paris Saint-Germain                                             | Runda              | Bayern München                                                  | Bayern München                                                  | Bayern München                                                  | Bayern München                                                  |
| --------------------------------------------------------------- | --------------------------------------------------------------- | --------------------------------------------------------------- | --------------------------------------------------------------- | ------------------ | --------------------------------------------------------------- | --------------------------------------------------------------- | --------------------------------------------------------------- | --------------------------------------------------------------- |
| Adversar                                                        | Rezultat                                                        | Rezultat                                                        | Rezultat                                                        | Faza grupelor      | Adversar                                                        | Rezultat                                                        | Rezultat                                                        | Rezultat                                                        |
| Real Madrid                                                     | 3–0 (A)                                                         | 3–0 (A)                                                         | 3–0 (A)                                                         | Ziua meciului 1    | Steaua Roșie Belgrad                                            | 3–0 (A)                                                         | 3–0 (A)                                                         | 3–0 (A)                                                         |
| Galatasaray                                                     | 1–0 (D)                                                         | 1–0 (D)                                                         | 1–0 (D)                                                         | Ziua meciului 2    | Tottenham Hotspur                                               | 7–2 (D)                                                         | 7–2 (D)                                                         | 7–2 (D)                                                         |
| Club Brugge                                                     | 5–0 (D)                                                         | 5–0 (D)                                                         | 5–0 (D)                                                         | Ziua meciului 3    | Olympiacos                                                      | 3–2 (D)                                                         | 3–2 (D)                                                         | 3–2 (D)                                                         |
| Club Brugge                                                     | 1–0 (A)                                                         | 1–0 (A)                                                         | 1–0 (A)                                                         | Ziua meciului 4    | Olympiacos                                                      | 2–0 (A)                                                         | 2–0 (A)                                                         | 2–0 (A)                                                         |
| Real Madrid                                                     | 2–2 (D)                                                         | 2–2 (D)                                                         | 2–2 (D)                                                         | Ziua meciului 5    | Steaua Roșie Belgrad                                            | 6–0 (D)                                                         | 6–0 (D)                                                         | 6–0 (D)                                                         |
| Galatasaray                                                     | 5–0 (A)                                                         | 5–0 (A)                                                         | 5–0 (A)                                                         | Ziua meciului 6    | Tottenham Hotspur                                               | 3–1 (A)                                                         | 3–1 (A)                                                         | 3–1 (A)                                                         |
| Câștigători Grupa A Format:Tabel grupe Liga Campionilor 2019–20 | Câștigători Grupa A Format:Tabel grupe Liga Campionilor 2019–20 | Câștigători Grupa A Format:Tabel grupe Liga Campionilor 2019–20 | Câștigători Grupa A Format:Tabel grupe Liga Campionilor 2019–20 | Clasament final    | Câștigători Grupa B Format:Tabel grupe Liga Campionilor 2019–20 | Câștigători Grupa B Format:Tabel grupe Liga Campionilor 2019–20 | Câștigători Grupa B Format:Tabel grupe Liga Campionilor 2019–20 | Câștigători Grupa B Format:Tabel grupe Liga Campionilor 2019–20 |
| Adversar                                                        | Agg.                                                            | Prima manșă                                                     | A doua manșă                                                    | Faza eliminatorie  | Adversar                                                        | Agg.                                                            | Prima manșă                                                     | A doua manșă                                                    |
| Borussia Dortmund                                               | 3–2                                                             | 1–2 (D)                                                         | 2–0 (A)                                                         | Optimi             | Chelsea                                                         | 7–1                                                             | 3–0 (D)                                                         | 4–1 (A)                                                         |
| Atalanta                                                        | 2–1 (N)                                                         | 2–1 (N)                                                         | 2–1 (N)                                                         | Sferturi de finală | Barcelona                                                       | 8–2 (N)                                                         | 8–2 (N)                                                         | 8–2 (N)                                                         |
| RB Leipzig                                                      | 3–0 (N)                                                         | 3–0 (N)                                                         | 3–0 (N)                                                         | Semifinale         | Lyon                                                            | 3–0 (N)                                                         | 3–0 (N)                                                         | 3–0 (N)                                                         |

## Meci

### Detalii
Echipa „acasă” (în scopuri administrative) a fost determinată printr-o remiză suplimentară organizată la 10 iulie 2020 (după extragerea sferturilor de finală și semifinale), la sediul UEFA din Nyon, Elveția.
| Paris Saint-Germain | 0–1    | Bayern München |
| ------------------- | ------ | -------------- |
|                     | Raport | - Coman 59'    |

| Paris Saint-Germain | Bayern München |

| P             | 1  | Keylor Navas             |     |     |
| F             | 4  | Thilo Kehrer             |     |     |
| F             | 2  | Thiago Silva (c)         | 83' |     |
| F             | 3  | Presnel Kimpembe         |     |     |
| F             | 14 | Juan Bernat              |     | 80' |
| M             | 21 | Ander Herrera            |     | 72' |
| M             | 5  | Marquinhos               |     |     |
| M             | 8  | Leandro Paredes          | 52' | 65' |
| A             | 11 | Ángel Di María           |     | 80' |
| A             | 7  | Kylian Mbappé            |     |     |
| A             | 10 | Neymar                   | 81' |     |
| Rezerve:      |    |                          |     |     |
| P             | 16 | Sergio Rico              |     |     |
| P             | 30 | Marcin Bułka             |     |     |
| F             | 20 | Layvin Kurzawa           | 86' | 80' |
| F             | 22 | Abdou Diallo             |     |     |
| F             | 25 | Mitchel Bakker           |     |     |
| F             | 31 | Colin Dagba              |     |     |
| M             | 6  | Marco Verratti           |     | 65' |
| M             | 19 | Pablo Sarabia            |     |     |
| M             | 23 | Julian Draxler           |     | 72' |
| M             | 27 | Idrissa Gueye            |     |     |
| A             | 17 | Eric Maxim Choupo-Moting |     | 80' |
| A             | 18 | Mauro Icardi             |     |     |
| Antrenor:     |    |                          |     |     |
| Thomas Tuchel |    |                          |     |     |

| P                 | 1  | Manuel Neuer (c)     |       |     |
| F                 | 32 | Joshua Kimmich       |       |     |
| F                 | 17 | Jérôme Boateng       |       | 25' |
| F                 | 27 | David Alaba          |       |     |
| F                 | 19 | Alphonso Davies      | 28'   |     |
| M                 | 6  | Thiago               |       | 86' |
| M                 | 18 | Leon Goretzka        |       |     |
| M                 | 22 | Serge Gnabry         | 52'   | 68' |
| M                 | 25 | Thomas Müller        | 90+4' |     |
| M                 | 29 | Kingsley Coman       |       | 68' |
| A                 | 9  | Robert Lewandowski   |       |     |
| Rezerve:          |    |                      |       |     |
| P                 | 26 | Sven Ulreich         |       |     |
| P                 | 39 | Ron-Thorben Hoffmann |       |     |
| F                 | 2  | Álvaro Odriozola     |       |     |
| F                 | 4  | Niklas Süle          | 56'   | 25' |
| F                 | 5  | Benjamin Pavard      |       |     |
| F                 | 21 | Lucas Hernandez      |       |     |
| M                 | 8  | Javi Martínez        |       |     |
| M                 | 10 | Philippe Coutinho    |       | 68' |
| M                 | 11 | Michaël Cuisance     |       |     |
| M                 | 14 | Ivan Perišić         |       | 68' |
| M                 | 24 | Corentin Tolisso     |       | 86' |
| A                 | 35 | Joshua Zirkzee       |       |     |
| Antrenor:         |    |                      |       |     |
| Hans-Dieter Flick |    |                      |       |     |

| Omul meciului: Kingsley Coman (Bayern München) Arbitrii asistenți: Lorenzo Manganelli (Italia) Alessandro Giallatini (Italia) Al patrulea oficial: Ovidiu Hațegan (România) Arbitru asistent video: Massimiliano Irrati (Italia) Arbitru asistent video: Marco Guida (Italia) Arbitru asistent video offside: Roberto Díaz Pérez del Palomar (Spania) Asistență video asistent arbitru: Alejandro Hernández Hernández (Spania) | Reguli meci - 90 minute - 30 minute de prelungiri dacă este necesar - Lovituri de departajare dacă scorul este egal - Doisprezece rezerve numite - Maxim cinci schimbări, cu un a șasea permisă în timp suplimentar |

## Legături externe
- Site web oficial

1. ↑  The remainder of the competition, held in August 2020, was played behind closed doors due to the COVID-19 pandemic in Europe.[4]
2. ↑  Fiecare echipă a primit doar trei oportunități de a efectua înlocuiri, cu o a patra oportunitate în timp suplimentar, excluzând înlocuirile făcute la jumătatea timpului, înainte de începerea timpului suplimentar și la jumătatea timpului suplimentar.